# Sloanea latifolia
Sloanea latifolia là một loài thực vật có hoa trong họ Côm. Loài này được (Rich.) K. Schum. miêu tả khoa học đầu tiên năm 1886.